# Ngô Kiên
Ngô Kiên là Thiếu tướng Công an nhân dân Việt Nam. Ông nguyên là Cục trưởng đầu tiên của Cục Cảnh sát phòng chống tội phạm về buôn lậu (C74), Tổng cục Cảnh sát Bộ Công an Việt Nam từ khi cục này thành lập vào ngày 10 tháng 6 năm 2015.

## Tiểu sử
Tháng 12 năm 2011, Ngô Kiên là Thượng tá, Phó Cục trưởng Cục C44 (Văn phòng Cơ quan Cảnh sát điều tra Bộ Công an).
Từ tháng 10 năm 2013 đến tháng 9 năm 2014, Ngô Kiên là Đại tá, Phó Thủ trưởng Cơ quan Cảnh sát điều tra Bộ Công an.
Ngày 10 tháng 6 năm 2015, quyết định thành lập Cục Cảnh sát phòng chống tội phạm về buôn lậu (C74) thuộc Tổng cục Cảnh sát của Bộ trưởng Bộ Công an Việt Nam Trần Đại Quang được công bố. Đại tá Ngô Kiên, Phó Chánh Văn phòng Cơ quan Cảnh sát điều tra Bộ Công an, được bổ nhiệm giữ chức Cục trưởng Cục Cảnh sát Phòng, chống tội phạm buôn lậu.
Từ tháng 6 năm 2016 đến tháng 12 năm 2017, Ngô Kiên là Thiếu tướng Công an nhân dân Việt Nam, Cục trưởng C74, Tổng cục Cảnh sát, Bộ Công an.

## Lịch sử thụ phong quân hàm
- Đại tá
- Thiếu tướng (2016)